# 花78線
花78線（秀巒－清坑），起點花蓮縣卓溪鄉古風村秀巒部落，終點花蓮縣富里鄉竹田村清坑，全長7.660公里。

## 路線特色
本鄉道於民國108年（2019年）12月18日由中華民國交通部公告新增，路線連接台九線花東公路及花75線鄉道，其中崙天大橋聯繫秀姑巒溪兩岸交通。
該鄉道中的崙天大橋，於2022年9月18日的2022年台東地震遭到震毀，後以臨時便道搶通。

## 途經鄉鎮
- 卓溪鄉：古風村秀巒部落[9]→秀巒橋→崙天部落→花蓮縣卓溪鄉古風國小（卓溪鄉富里鄉界，接 花75線）
- 富里鄉：卓溪鄉富里鄉界→崙天大橋→花蓮縣富里鄉東竹國小→ 台9線花東公路（共線約280公尺）→埔頭→九岸溪→清坑